# Thyreus pictus
Thyreus pictus är en biart som först beskrevs av Smith 1854.  Thyreus pictus ingår i släktet Thyreus och familjen långtungebin. Inga underarter finns listade i Catalogue of Life.